# Petr Rikunov
Petr Rikunov, né le 24 février 1997 à Nijni Novgorod, est un coureur cycliste russe.

## Biographie
Après avoir pratiqué le football, Petr Rikunov commence le cyclisme à l'âge de douze ans en accompagnant un ami lors d'une sortie d'entraînement.
En 2017, il devient double champion de Russie (en ligne et contre-la-montre) et termine quatrième des Championnats d'Europe, dans la catégorie espoirs. Il rejoint ensuite la réserve de l'équipe Caja Rural-Seguros RGA au printemps 2018. Pour ses débuts en Espagne, il s'impose sur le Trofeo Santiago de Palencia ainsi qu'au San Juan Sari Nagusia, épreuve commune au championnat régional de Biscaye. Il termine également quatrième du Tour de Castellón ou encore neuvième du Tour de Navarre (deuxième d'une étape). 
Au mois d'aout 2020, il se classe dix-huitième du championnat d'Europe du contre-la-montre à Plouay dans le Morbihan.

## Palmarès et résultats

### Palmarès par année
- 2014
  -  Champion de Russie sur route juniors
  - 6e du championnat d'Europe du contre-la-montre juniors
- 2016
  - 2e étape de la Samara Stage Race
  - 2e de la Friendship People North-Caucasus Stage Race
  - 3e de la Samara Stage Race
- 2017
  -  Champion de Russie sur route espoirs
  -  Champion de Russie du contre-la-montre espoirs
  - 4e du championnat d'Europe sur route espoirs
- 2018
  -  Champion de Russie du contre-la-montre espoirs
  - 1re, 3e et 6e étapes des Crimea Spring Races
  - 1re étape du Grand Prix de Sotchi
  - Trofeo Santiago de Palencia
  - San Isidro Sari Nagusia
  - 1re étape des Summer Spartan Youth Races (contre-la-montre)
  - 2e du championnat de Russie sur route espoirs
  - 3e de la Lazkaoko Proba
- 2022
  -  Champion de Russie sur route
  - Udmurt Republic Stage Race :
    - Classement général
    - 1re, 2e et 3e (contre-la-montre) étapes

  - 4e étape des Cinq anneaux de Moscou
  - 2e du championnat de Russie du contre-la-montre
  - 3e des Cinq anneaux de Moscou
- 2023
  -  Champion de Russie du contre-la-montre
  - HTV Cup : 
    - Classement général
    - 1re, 5e, 7e, 8e, 11e, 15e, 16e, 18e, 21e et 22e étapes

  - 2e étape des Cinq anneaux de Moscou
  - 2e et 5e étapes du Tour of Tea Horse Road
  - 1re étape du Tour of Yellow River
  - 2e du Tour of Yellow River
  - 3e du Tour du Huangshan
- 2024
  -  Champion de Russie sur route
  -  Champion de Russie du contre-la-montre
  - HTV Cup : 
    - Classement général
    - 1re, 2e, 3e, 6e, 9e, 12e, 15e, 19e, 21e et 23e étapes

  - 2e étape de la Trans-Himalaya Cycling Race
  - Tour du lac Poyang : 
    - Classement général
    - 1re (contre-la-montre par équipes), 2e et 5e étapes

  - 3e étape du Tour de Taiyuan
  - Tour de Zhaotong
  - 2e de la Trans-Himalaya Cycling Race
  - 2e du Tour de Taiyuan
- 2025
  -  Champion de Russie du contre-la-montre
  -  Champion de Russie du critérium
  - Sanmenxia Along the Yellow River  :
    - Classement général
    - 2e étape

  - 7e étape du Tour du lac Qinghai

### Classements mondiaux
| Année                                 | 2017  | 2018 | 2019 | 2020  | 2021  | 2022 | 2023  | 2024 |
| ------------------------------------- | ----- | ---- | ---- | ----- | ----- | ---- | ----- | ---- |
| Classement mondial                    | 1419e | nc   | nc   | 1929e | 1294e | nc   | 1582e | 657e |
| UCI Europe Tour                       | 913e  | nc   | nc   | 1411e | 929e  | nc   | nc    | nc   |
|                                       |       |      |      |       |       |      |       |      |
| Légende : nc = non classéSource : UCI |       |      |      |       |       |      |       |      |